# مستحاثات بحيرة مونغو

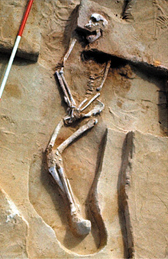
إنسان مونغو

مستحاثات بحيرة مونغو هما عبارة عن مستحاثتين: المستحاثة الأولى هي مستحاثة بحيرة مونغو 1 وتسمى أيضاً سيدة مونغو، LM1 أو ANU-618 ومستحاثة بحيرة مونغو 3 التي تسمى أيضاً LM3 ورجل مونغو.
تقع بحيرة مونغو في نيوساوث ويلز في أستراليا وهي موقع تراثي عالمي.
اكتشفت المستحاثة LM1 عام 1969 وهي إحدى أقدم حالات حرق الموتى المعروفة. أما LM3 والذي اكتشف عام 1974، فهو إنسان أسترالي بدائي يُعتقد بأنه عاش بين 40,000 و68,000 سنة خلت، خلال فترة بليستوسين. بقايا هذه المستحاثة هي أقدم رفات بشرية حديثة تشريحياً وجدت في أستراليا حتى الآن. العمر الدقيق مسألة مُختلف عليها.